# Amerikaanse presidentsverkiezingen 1988

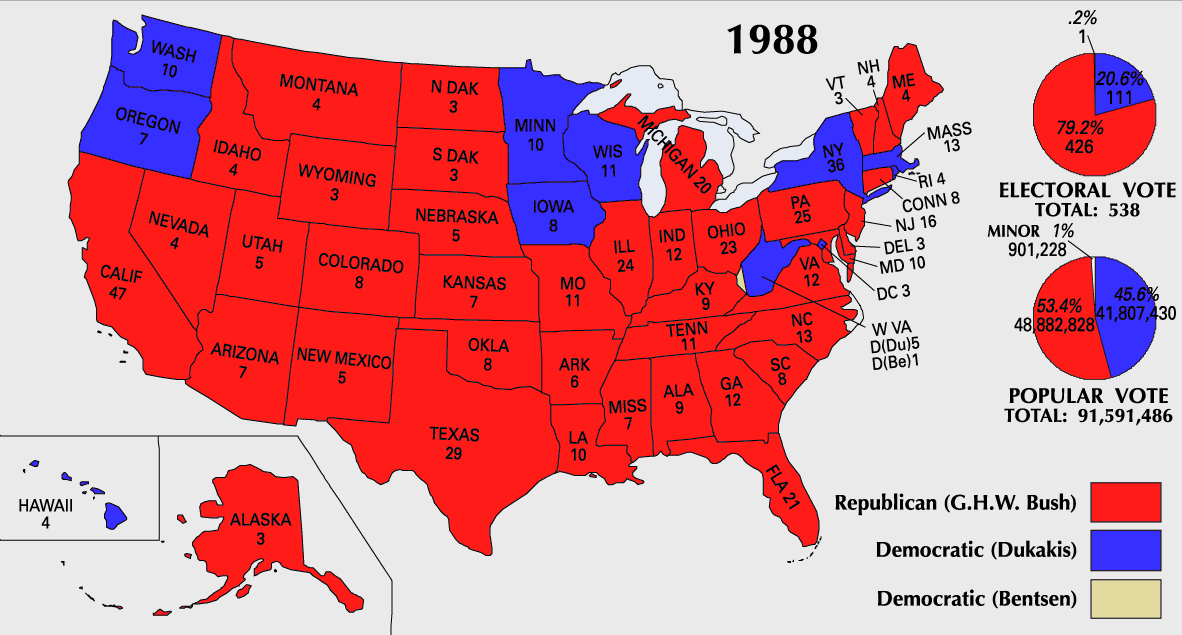
Verdeling van de kiesmannen bij de verkiezingen van 1988.

De Amerikaanse presidentsverkiezingen van 1988 werden door vicepresident George H.W. Bush gewonnen. Deze verkiezingen staan bekend als erg hard. Zo voerde Bush aan dat zijn Democratische tegenstander Michael Dukakis te weinig oog zou hebben voor criminaliteit. Ook verweet Bush Dukakis diens weerstand tegen een wet die de Pledge of Allegiance, het zweren van trouw aan de vlag en de staat, zou verplichten op scholen. Dukakis was bovendien principieel tegenstander van de doodstraf, waardoor Bush hem een slappe houding verweet.

## Voorverkiezingen
Voor de Democratische partij gingen de voorverkiezingen tussen acht kandidaten:
- Michael Dukakis
- Jesse Jackson
- Al Gore
- Dick Gephardt
- Paul Simon
- Gary Hart
- Bruce Babbitt
- Joe Biden

Al gauw werd duidelijk dat de strijd zou gaan tussen Dukakis en Jackson. Dukakis was de favoriete kandidaat. Hij werd gesteund door prominente Democraten als Bill Clinton en Ted Kennedy. Op de Democratische Conventie, gehouden van 18 tot 21 juli 1988 in Atlanta, Georgia, werd Michael Dukakis officieel aangewezen als presidentskandidaat. Lloyd Bentsen werd gekozen als running mate.
Ook de Republikeinen wezen een nieuwe presidentskandidaat aan, omdat zittend president Ronald Reagan na twee volle ambtstermijnen niet herkiesbaar was. De strijd ging tussen zeven kandidaten:
- George H.W. Bush
- Bob Dole
- Jack Kemp
- Alexander Haig
- Paul Laxalt
- Donald Rumsfeld
- Harold Stassen

Toenmalig vicepresident Bush, gesteund door president Reagan, werd unaniem aangewezen op de Republikeinse Conventie, die in New Orleans, Louisiana werd gehouden van 15 tot 18 augustus 1988. In zijn toespraak beloofde hij: "read my lips, no new taxes" ("let op mijn woorden, geen nieuwe belastingen"). Dan Quayle werd op dezelfde conventie aangewezen als running mate.

## Presidentskandidaten

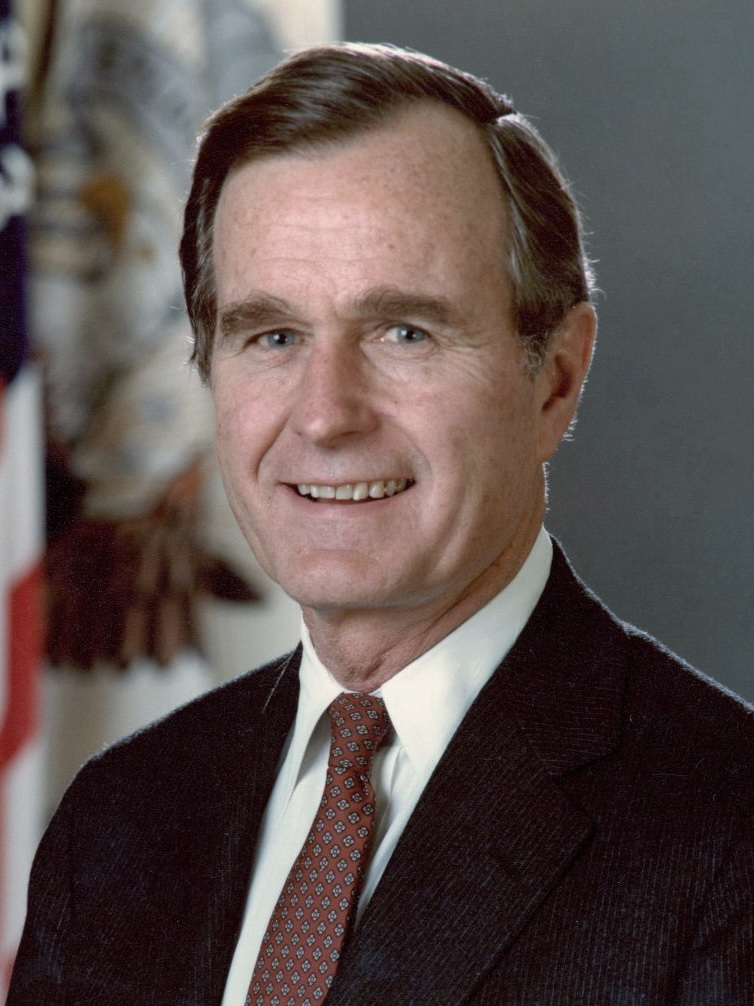
Vicepresident George H.W. Bush uit Texas Republikeinse Partij
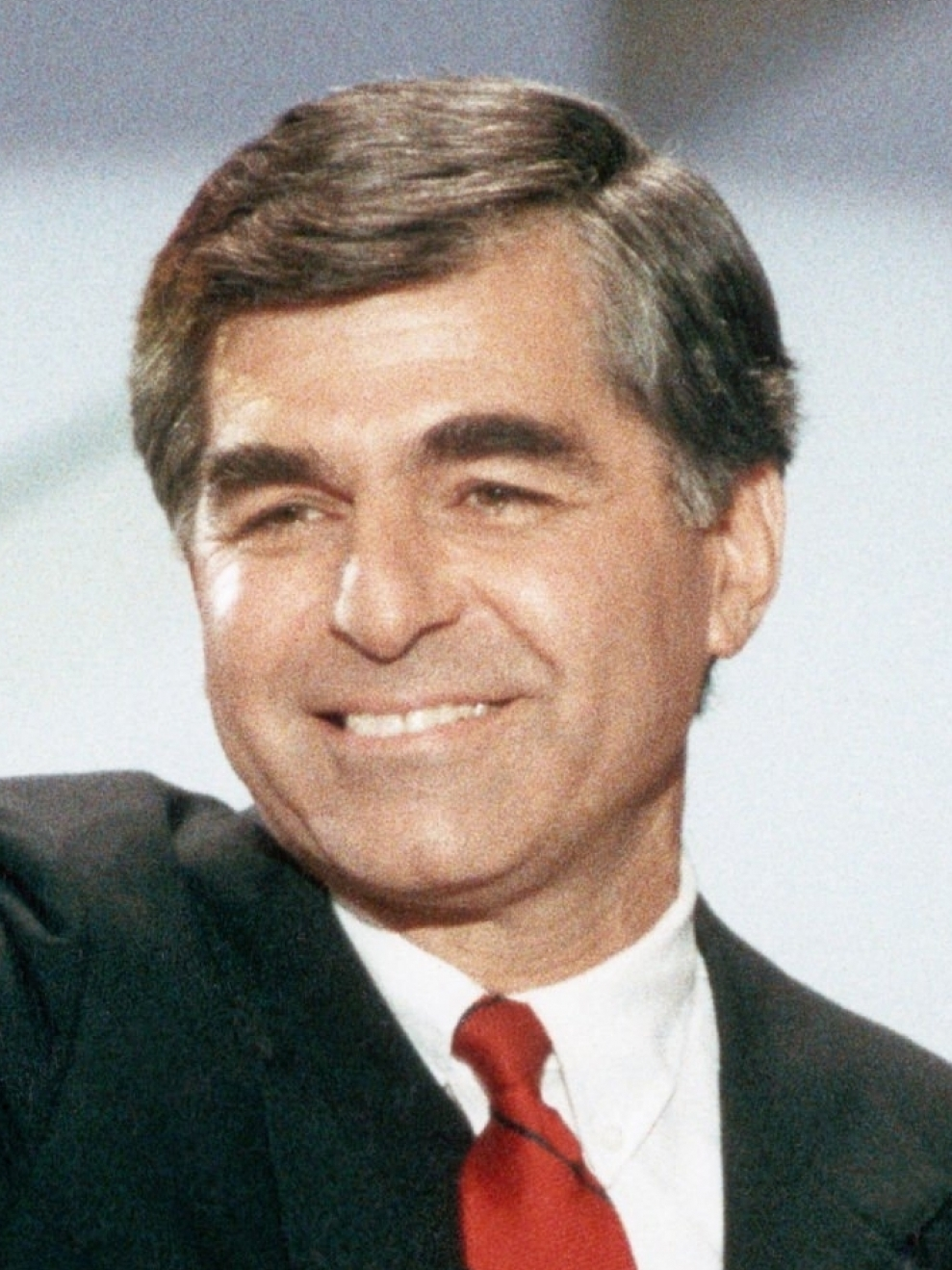
Gouverneur Michael Dukakis uit Massachusetts Democratische Partij

### Vicepresidentskandidaten

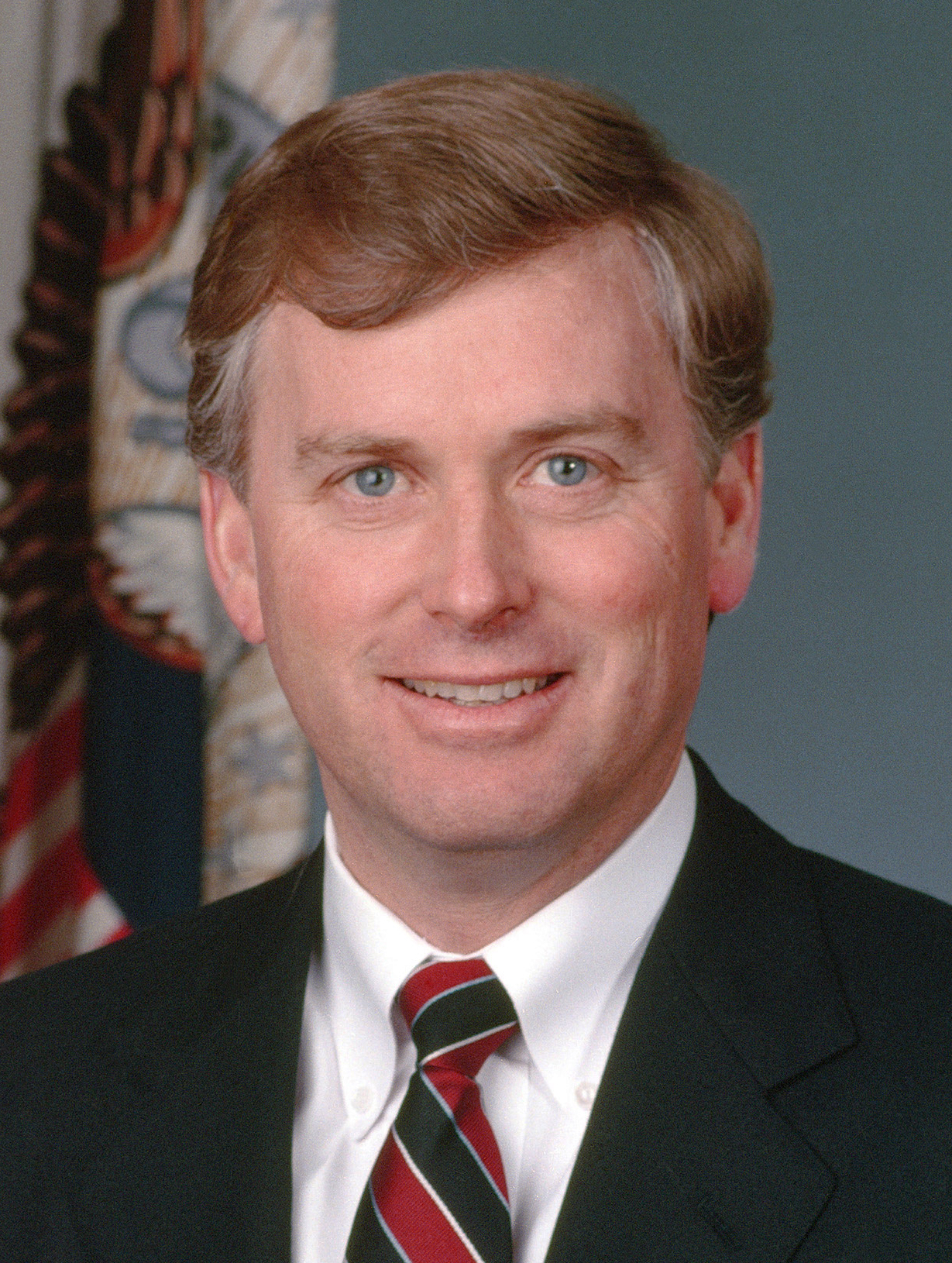
Senator Dan Quayle uit Indiana Republikeinse Partij
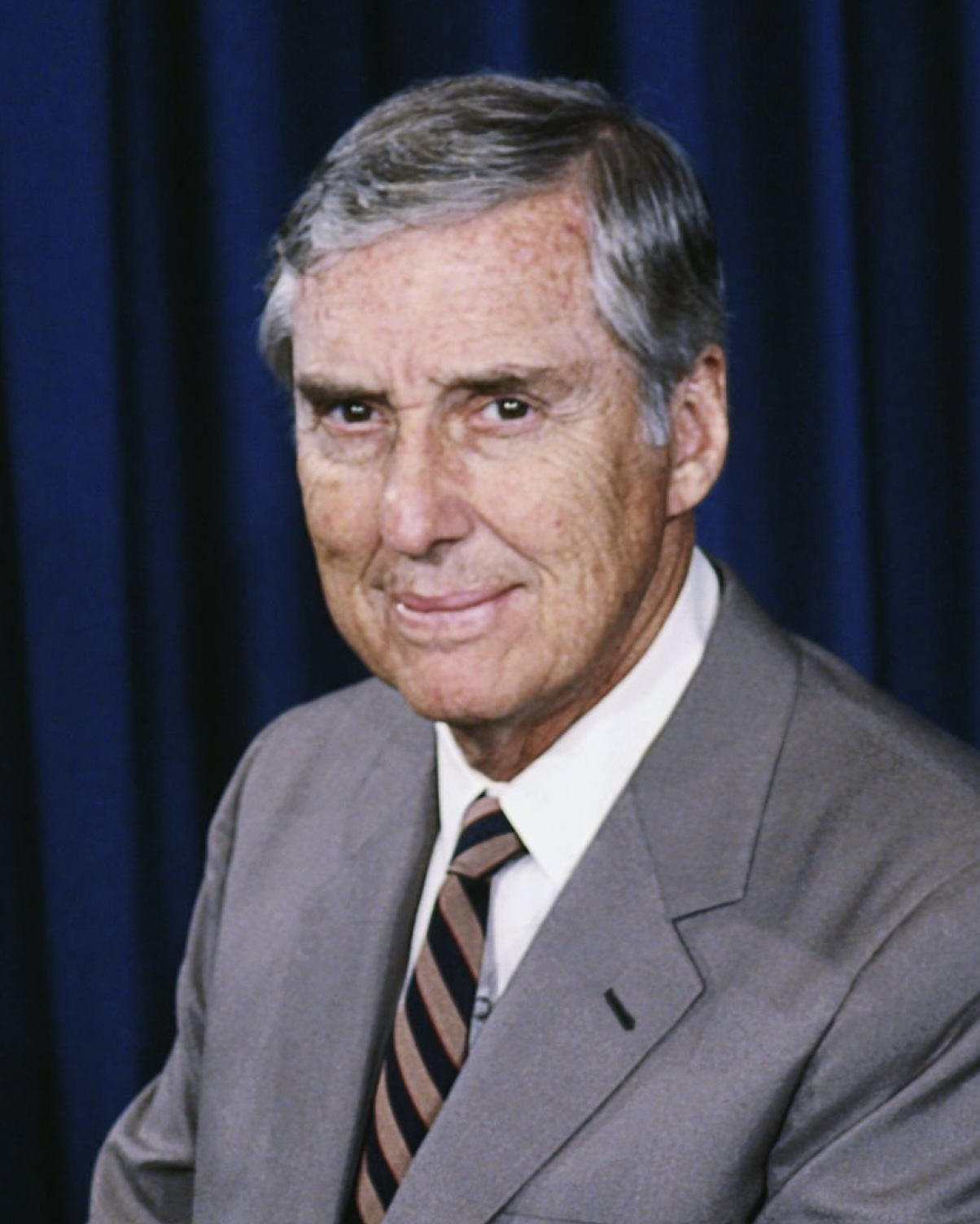
Senator Lloyd Bentsen uit Texas Democratische Partij

## Resultaten
Op 8 november werden de verkiezingen gehouden. George Bush haalde 53,4% van de stemmen, Michael Dukakis 45,6%. Het verschil in kiesmannen was groter: Dukakis won 111 kiesmannen uit tien staten en District of Columbia, Bush won er 426 uit de overige veertig staten. De resterende kiesman kwam uit West Virginia en stemde voor Lloyd Bentsen.
In de meeste staten waar Dukakis de meeste stemmen kreeg, was het verschil klein. Alleen in Connecticut, District of Columbia en Illinois was het verschil groter dan tien procentpunt.
George Bush won de verkiezingen met een absolute meerderheid van stemmen. Het zou tot 2004 duren voordat er weer een president met meer dan 50% van de stemmen gekozen werd.
| Naam            | George H.W. Bush     | Michael Dukakis      |
| Partij          | Republikeinse Partij | Democratische Partij |
| Thuisstaat      | Texas                | Massachusetts        |
| Running mate    | Dan Quayle           | Lloyd Bentsen        |
| Kiesmannen      | 426                  | 111                  |
| Gewonnen staten | 40                   | 10+DC                |
| Aantal stemmen  | 48.886.597           | 41.809.476           |
| Percentage      | 53,4%                | 45,6%                |

1789 · 1792 · 1796 · 1800 · 1804 · 1808 · 1812 · 1816 · 1820 · 1824 · 1828 · 1832 · 1836 · 1840 · 1844 · 1848 · 1852 · 1856 · 1860 · 1864 · 1868 · 1872 · 1876 · 1880 · 1884 · 1888 · 1892 · 1896 · 1900 · 1904 · 1908 · 1912 · 1916 · 1920 · 1924 · 1928 · 1932 · 1936 · 1940 · 1944 · 1948 · 1952 · 1956 · 1960 · 1964 · 1968 · 1972 · 1976 · 1980 · 1984 · 1988 · 1992 · 1996 · 2000 · 2004 · 2008 · 2012 · 2016 · 2020 · 2024